# Robiquetia gracilis
Robiquetia gracilis är en orkidéart som först beskrevs av John Lindley, och fick sitt nu gällande namn av Leslie Andrew Garay. Robiquetia gracilis ingår i släktet Robiquetia och familjen orkidéer. Inga underarter finns listade i Catalogue of Life.